# USS Wisconsin (1944)
USS Wisconsin (BB-64) (bijgenaamd Wisky of WisKy) is een Amerikaans slagschip van de Iowaklasse. Het is het tweede schip van de United States Navy dat is vernoemd naar de Amerikaanse staat Wisconsin.

## Bouw
Ze werd gebouwd door de Philadelphia Naval Shipyard in Philadelphia en op 7 december 1943 te water gelaten.
De Wisconsin is een schip van de Iowaklasse en net als alle schepen van die klasse 270,4 meter lang, 33,0 meter breed en 8,8 meter diep. Door deze afmetingen past het schip net door het toenmalige, in 2016 verbrede Panamakanaal (Panamax) en kan ze snel wisselen tussen de Atlantische en Stille Oceaan. Het schip heeft een gemiddeld deplacement van 45.000 ton, met een maximum van 58.000 ton bij volle belading. De voortstuwing geschiedt door vier schroeven, die op hun beurt worden aangedreven door stoomturbines met een gezamenlijk vermogen van 158 megawatt (MW). Hierdoor behaalt het schip een snelheid van 33 knopen, waarmee het de snelste slagschepen zijn.
Het hoofdgeschut bestaat uit negen kanonnen van 16 inch (406 mm): twee geschuttorens van drie kanonnen op het voordek en één geschuttoren op het achterdek. Ze konden de granaten 40 kilometer ver schieten. Tevens bezit het schip 20 kleinere kanonnen van 5 inch (127 mm), die her en der over het dek verspreid staan, en in totaal 129 stuks luchtafweergeschut van 40 en 20 millimeter. Bij de herindiensttreding in 1986 waren deze laatste twee verwijderd en vervangen door een Phalanx-CIWS tegen luchtdoelen en Armored Box Launchers om Tomahawks en Harpoons mee af te vuren.

## Inzet
Tijdens haar dienst is Wisconsin ingezet in de Tweede Wereldoorlog in Azië en de Koreaanse Oorlog. Na 30 jaar uit dienst te zijn geweest, werd ze opnieuw in dienst gesteld op 1 augustus 1986, waarna ze gemoderniseerd werd en nog heeft meegevochten in Operatie Desert Storm in januari en februari 1991. In datzelfde jaar werd ze definitief uit dienst gesteld om nog tot 2006 in de reservevloot opgenomen te blijven. Uiteindelijk werd het slagschip in 2009 een museumschip in Norfolk.
In de meer dan 47 jaar tussen in- en uitdienststelling was het schip 14 jaar in actieve dienst, waarbij ze zes battle stars en een Navy Unit Commendation verdiende voor haar inzet in respectievelijk de Tweede Wereldoorlog en Korea en de Golfoorlog.